# Where the Wild Roses Grow
"Where the Wild Roses Grow" is een duet tussen de Australische rockband Nick Cave and the Bad Seeds en Kylie Minogue. Het nummer werd in oktober 1995 uitgebracht op het album Murder Ballads en op single. Het werd geschreven door Nick Cave en geproduceerd door Tony Cohen en Victor Van Vugt.

## Achtergrond
De single werd wereldwijd een hit en bereikte in Minogues' thuisland Australië de 2e positie, in Nieuw-Zeeland de 11e, Duitsland de 12e, Zweden de 3e, Ierland de 6e en in het Verenigd Koninkrijk de 11e positie in de UK Singles Chart. In de Eurochart Hot 100 werd de 9e positie behaald.
In Nederland was de plaat in week 42 van 1995 Megahit op Radio 3FM en werd mede hierdoor een radiohit. De plaat bereikte de 9e positie in zowel de Nederlandse Top 40 op Radio 538 als de publieke hitlijst; de Mega Top 50 op Radio 3FM.
In België bereikte de single de 3e positie in zowel de Vlaamse Ultratop 50 als de Vlaamse Radio 2 Top 30. In Wallonië werd de 8e positie bereikt in de Waalse Ultratop 50.
Sinds de editie van december 2009 staat de single onafgebroken genoteerd in de jaarlijkse NPO Radio 2 Top 2000 van de Nederlandse publieke radiozender NPO Radio 2, met als hoogste notering een 718e positie in 2019.

## Videoclip
De videoclip van de single werd geregisseerd door Rocky Schenck en geproduceerd door Nick Verden. In de clip wordt de suggestie gewekt dat het personage van Kylie Minogue is vermoord door het personage van Nick Cave. In enkele droomachtige sequenties is te zien hoe het personage van Kylie Minogue zich in het water bevindt, een verwijzing naar het schilderij Ophelia. Aan het einde van de videoclip stopt het personage van Nick Cave een roos in de mond van Minogue en sluit vervolgens haar oogleden.
In Nederland werd de videoclip destijds op televisie uitgezonden door de muziekzender TMF.

## Covers
Guido Belcanto maakte zijn eigen Nederlandstalige bewerking van dit nummer "De Wilde roos" op zijn plaat "Balzaal der gebroken harten". Hiervoor werkte hij samen met Tine Embrechts.

## Hitnoteringen

### Nederlandse Top 40
| Hitnotering: 28-10-1995 t/m 16-12-1995 | Hitnotering: 28-10-1995 t/m 16-12-1995 | Hitnotering: 28-10-1995 t/m 16-12-1995 | Hitnotering: 28-10-1995 t/m 16-12-1995 | Hitnotering: 28-10-1995 t/m 16-12-1995 | Hitnotering: 28-10-1995 t/m 16-12-1995 | Hitnotering: 28-10-1995 t/m 16-12-1995 | Hitnotering: 28-10-1995 t/m 16-12-1995 | Hitnotering: 28-10-1995 t/m 16-12-1995 | Hitnotering: 28-10-1995 t/m 16-12-1995 | Hitnotering: 28-10-1995 t/m 16-12-1995 |
| Week                                   | 1                                      | 2                                      | 3                                      | 4                                      | 5                                      | 6                                      | 7                                      | 8                                      |                                        |                                        |
| -------------------------------------- | -------------------------------------- | -------------------------------------- | -------------------------------------- | -------------------------------------- | -------------------------------------- | -------------------------------------- | -------------------------------------- | -------------------------------------- | -------------------------------------- | -------------------------------------- |
| Nummer                                 | 37                                     | 19                                     | 10                                     | 9                                      | 9                                      | 21                                     | 34                                     | 35                                     | uit                                    |                                        |

### Mega Top 50
Radio 3FM Megahit week 42 1995.
Hitnotering: 28-10-1995 t/m 16-12-1995. Aantal weken genoteerd: 8. Hoogste notering: #9 (2 weken).

### NPO Radio 2 Top 2000
| Nummer met noteringen in de NPO Radio 2 Top 2000 | '07  | '08 | '09  | '10  | '11  | '12  | '13 | '14 | '15 | '16 | '17 | '18 | '19 | '20 | '21 | '22 | '23 | '24 |
| ------------------------------------------------ | ---- | --- | ---- | ---- | ---- | ---- | --- | --- | --- | --- | --- | --- | --- | --- | --- | --- | --- | --- |
| Where the Wild Roses Grow                        | 1626 | -   | 1497 | 1369 | 1350 | 1096 | 787 | 805 | 977 | 934 | 864 | 865 | 718 | 883 | 901 | 959 | 848 | 709 |

1. ↑  Een '-' betekent dat het nummer niet was genoteerd en een vetgedrukt getal geeft de hoogste notering aan.
2. ↑  2007 was het eerste jaar met een notering voor dit nummer.